# Pompadour (peinado)

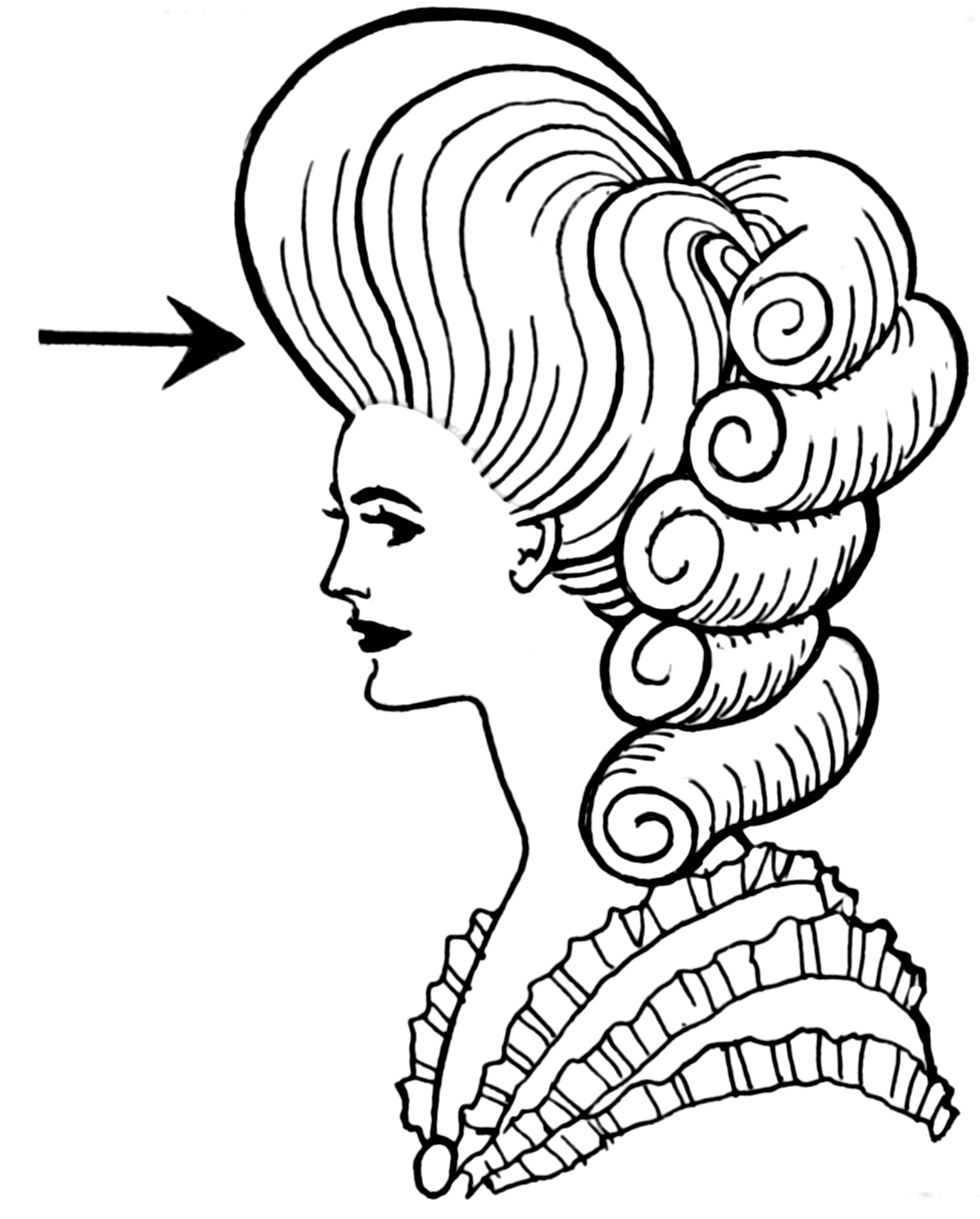
Modelo del pompadour francés clásico.

El peinado pompadour (pronunciado en francés /pɔ̃.pa.duːʁ/ y en español /pom.paˈdur/) es un tipo peinado, que toma su nombre de la aristócrata y amante de Luis XV de Francia, Madame de Pompadour. Se caracteriza por la formación de una masa de cabello sobre la frente que se crea a partir de la extensión del flequillo de una manera arrastrante hacia la parte trasera de la cabeza, cuya forma resultante suele ser fijada con la aplicación de productos cosméticos como el aerosol para el cabello. El pompadour suele ser el complemento de otros peinados como el quiff, la cola de pato, el bouffant y el mohawk, además de ser atributo clave de la moda Rockabilly de la década de los 50.

## Etimología
La palabra pompadour deriva del nombre popular de Madame de Pompadour, nombre con el que era conocida la amante de Luis XV de Francia, debido a su condecoración política que la reconocía como duquesa de la provincia Arnac-Pompadour en Francia. En el idioma francés el peinado pompadour es conocido como banane y asociado ampliamente por su papel en la conformación de la moda Rockabilly estadounidense de la década de los 50 y asociado como una variante de moño o una variante de updo.
En el idioma español, suele utilizarse la palabra tupé en el mismo sentido que la palabra pompadour para referirse principalmente al peinado pompadour de la época Rockabilly durante la década de los 50. La palabra tupé (originada del francés toupet que significa flequillo) refiere originalmente a una pieza de cabello sintético o peluquín que cubre la alopecia androgenética parcial sobre la zona del parietal y el frontal, cuya estructura se extiende de la zona del remolino capilar hasta el flequillo sobre la frente. En el Diccionario de la lengua española, la palabrá tupé es simplemente definida como: "pelo que se lleva levantado sobre la frente".

## Historia

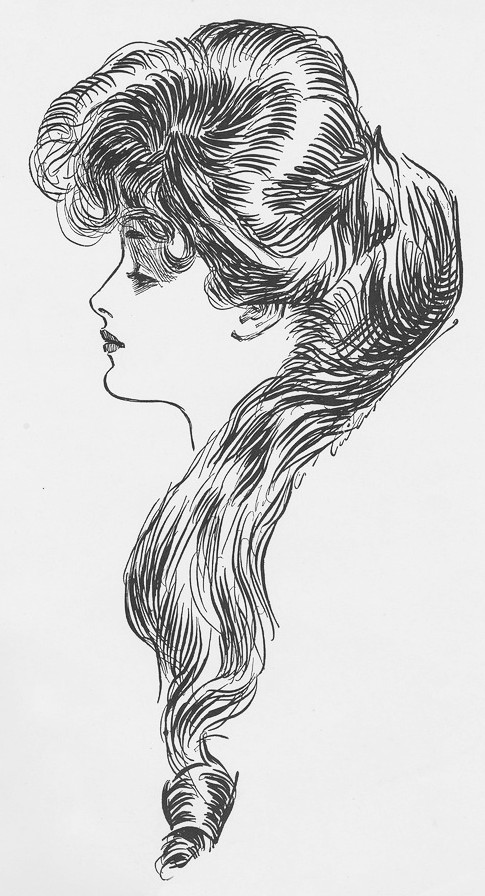
Dubujo de una Gibson Girl por Charles Dana Gibson (c. 1891).

El peinado pompadour es considerado como una variante de peinados populares en Europa durante el siglo XVIII y el siglo XIX, mostrando similitudes con peinados del mismo contexto temporal como el pouf y el bouffant, los cuales se caracterizaban por ser peinados principalmente femeninos que consistían en la formación de una densa masa de cabello ondulada sobre la cabeza del portador, además de ser frecuentemente portados en pelucas aristocráticas y adornados con joyería, listones y plumas. El pompadour toma su nombre de la amante de Luis XV de Francia, Madame de Pompadour, cuyo estilo característico en la moda contribuyó a la propagación del peinado entre las mujeres de clases socioeconómicas altas durante las últimas décadas del Imperio Francés en el siglo XVIII.
En el siglo XIX el pompadour continúa como un peinado femenino, apreciado estéticamente en el periodo de la Belle Époque durante los últimos años del siglo XIX. El peinado es revivido por el concepto de la belleza femenina de Charles Dana Gibson, derivado de la creación de la estética de la Gibson girl como una de las primeras formas de la belleza pin-up del periodo de los últimos años del siglo XIX. La popular Gibson girl era frecuentemente representada portando ropa que acentuaba su figura, utilizando sombreros y tocados, además de ser representadas portando versiones contemporáneas del peinado pompadour y el peinado bouffant. La sofisticada percepción de la mujer en el modelo de Gibson girl contribuyó a la popularidad de dicha estética y sus atributos de la moda, incluyéndose el peinado pompadour, hasta el periodo de la Primera Guerra Mundial.

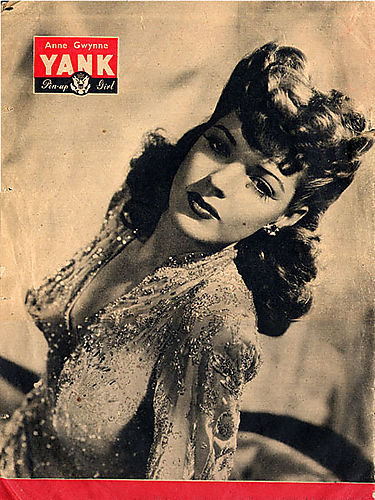
Portada de la revista Yank, the Army Weekly con Anne Gwynne (1944).

### Siglo XX y siglo XXI
En la sucesión política del reinado de Victoria I, a cargo de Eduardo VII, la moda cambia considerablemete por la introducción política de la primera ola del feminismo que cuestionaba las nociones tradicionales de la mujer y la feminidad en la sociedad victoriana. El pompadour continuó en los primeros años de la Era Eduardiana, caracterizado por su formación artificial en el que se comenzaron a utilizar distintos productos cosméticos como soluciones y ceras para su fijación, además de extensiones de cabello natural que producían un efecto en el cabello de apariencia más abultada y densa.
La representación del ideal de belleza en la mujer, plasmado en el modelo de Gibson girl contribuyó a la extensión de la popularidad de dicha estética y el peinado pompadour hasta el periodo de la Primera Guerra Mundial. Entre los años 1920 y los años 1930, el peinado es abruptamente sustituido por otros peinados de la moda femenina como el bob cut de la moda flapper. El peinado finalmente reaparece como un peinado masculino entre los hepcats y los zoot suiters.
En el periodo de la Segunda Guerra Mundial el pompadour es popular entre la estética femenina como un componente de la moda pin-up estadounidense que tiene su principal auge de popularidad en la moda femenina y masculina en los años 1950 con la aparición del género musical Rockabilly, a partir de la evolución de ritmos up-tempo derivados del blues y el jazz como el jump blues, el boogie-woogie y el swing. El periodo de la Segunda Guerra Mundial se caracterizó por la imposición de peinados de corte militar que involucraban el rapado parcial y la formación de peinados como el flattop dentro de la moda masculina.
El pompadour regresa adaptado en la década de los años 1950 a la moda masculina como parte de la cultura del rock & roll y el rockabilly durante los primeros años de la década de los 50, contando con portadores famosos como Elvis Presley y Little Richard. El peinado se convierte además en el atributo clave de la subcultura greaser. El pompadour comienza a ser popularizado en Japón durante la segunda mitad del siglo XX, lo que llevó a la posterior identificación del pompadour como un atributo de los miembros de la Yakuza. El pompadour desaparece en la década de los 60 debido a la influencia de otros peinados como el beehive en la moda femenina y los peinados influenciados por la subcultura hippie entre la estética de la población joven.[cita requerida]
En la década de los 70, en camino hacia la década de los 80, resurge el pompadour como parte de la estética de los grupos musicales relacionados con el Psychobilly, modificando el peinado y combinándolo con diversas formas del mohawk. El psychobilly revive la estética del rockabilly y la combina con la estética metalhead y la estética punk de la década de los 80. El pompadour en la moda femenina resurge a finales de la década de los 90 como una forma de updo, pero repuntará con gran popularidad en los años 2010 en la moda para ambos géneros con la conformación de la nueva estética de la subcultura hipster inspirada en las tendencias retro de la década de los 50 con adaptaciones modernas del peinado como la inclusión de undercuts (rapado en los laterales del cráneo).

## Variantes

### Pompadourfrancés
El pompadour original es la primera forma de pompadour que se confeccionaba en pelucas, las cuales normalmente poseían las clases socioeconómicas altas. El pompadour es una variante del pouf, el cual consistía en una formación ciliada de cabello denso. El pompadour era obtenido con la aplicación de ceras y distintas sustancias que manejaban la textura de la peluca, que luego era adornada con joyería, plumas, listones y flores. La popularidad del peinado continuó hasta los primeros años del siglo XIX, donde las pelucas fueron sustituidas por cabello natural y extensiones.

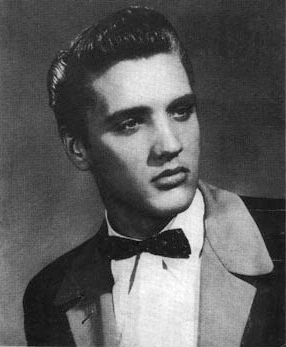
Elvis Presley en promocional de 1954 con pompadour rockabilly.

### Pompadour rockabilly
El pompadour rockabilly es una variante del pompadour que se relaciona con la cultura Rockabilly, un género musical originado en el sur de Estados Unidos, y derivado del blues y el folk, que tuvo gran demanda comercial entre los años 1940 y los años 1950. La estética del rockabilly se relacionaba principalmente con la subcultura greaser de principios de los 50.
El pompadour femenino de la época del rockabilly era principalmente identificado con la estética pin-up de los 50, obtenido ahora mediante la aplicación de aerosol para el cabello para mantener la forma del pompadour. El pompadour se logra con la formación de una onda en el flequillo que se sujetaba a la raíz del cabello con la ayuda de dispositivos sujetadores; además se creaba un tipo de peinado en los laterales que consistía principalmente en la formación de capas adheridas al cráneo que, debido a su poca notoriedad, resaltaban la masa abultada de cabello que formaba el popmpadour con la misma intención que un fauxhawk. Este peinado fue portado por celebridades como Bette Davis y Lucille Ball.
El pompadour masculino de la época del rockabilly de la década de los 50 es obtenido mediante la aplicación de productos para el cabello como aerosol y ceras que fijan el resultado. El pompadour se logra con la formación de una onda en el flequillo que se fijaba a partir de la aplicación de productos para el cabello, normalmente acompañado de otro tipo de peinados como la cola de pato (un tipo de patrón que formaba una línea divisora en la nuca) y el flattop. La onda de cabello del pompadour se lograba con la aplicación de ceras con la mano.

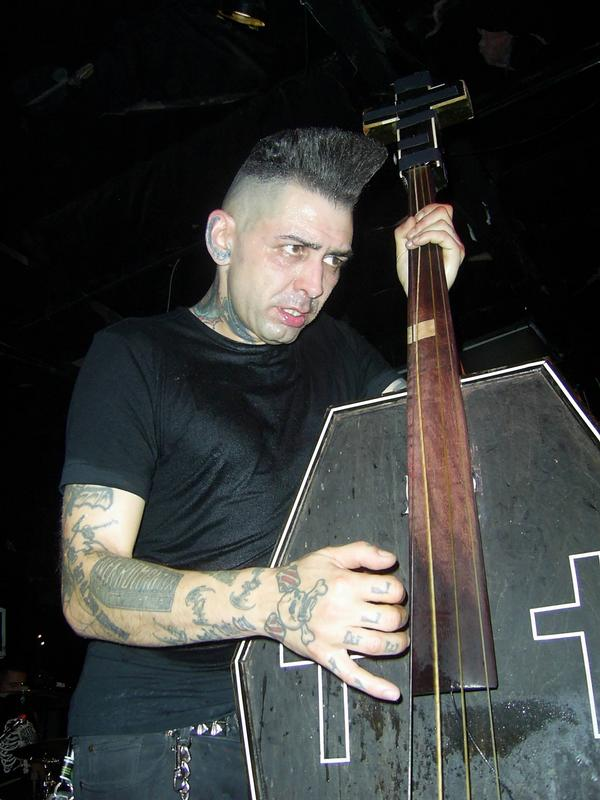
Kim Nekroman con un peinado psychobilly.

### Psychobilly wedge
El psychobilly wedge es un tipo de pompadour, producto del pompadour de la época rockabilly y el mohawk que recibe su nombre del subgénero del punk rock y el rockabilly del mismo nombre. El psychobilly se deriva del mohawk, pero a diferencia de éste, no se crean púas con las puntas largas de cabello; el cabello solo es peinado hacia atrás hasta formar un pompadour, se le aplica fijador o soluciones para evitar que pierda forma, además, el cabello lateral es cortado parcial o completamente para que contraste con la franja central de cabello sobre el cráneo. El portador más famoso de un peinado psychobilly es Kim Nekroman, vocalista de Nekromantix.

### Pompadour updo
El pompadour updo es una variante moderna del pompadour femenino que combina la técnica de peinado del updo (técnica que consiste en el acomodo de secciones de cabello para evitar que recaiga libremente). El pompadour updo se logra con la aplicación de fijadores y dispositivos sujetadores que recogen el cabello sobre la frente del portador, creando un tipo de pompadour. Este peinado fue portado por celebridades como Rihanna y Christina Aguilera.